# カワゴンドウ属
カワゴンドウ属（河巨頭属、Orcaella）は、クジラ目ハクジラ亜目マイルカ科に属する属の1つ。マイルカ科ではなくイッカク科に分類されることも稀にある。
カワゴンドウ属に属する種は長い間、カワゴンドウ（Orcaella brevirostris）のみとされていた。しかし、2005年に近縁のオーストラリアカワゴンドウ（Orcaella heinsohni）が新たに加えられた2種となった。

## 分類
カワゴンドウ属 Orcaella John E. Gray, 1866
- カワゴンドウ Irrawaddy Dolphin, Orcaella brevirostris
- オーストラリアカワゴンドウ Australian Snubfin Dolphin, Orcaella heinsohni